# Otisville (New York)
Pour les articles homonymes, voir Otisville.
Otisville est un village du comté d'Orange, dans l'État de New York, aux États-Unis,. En 2010, il comptait une population de 1 068 habitants.

## Démographie
Lors du recensement de 2010, le village comptait une population de 1 068 habitants, tandis qu'elle est estimée en 2019 à 1 056 habitants.